# Carl Dolt
Carl Dolt, eigentlich Carl Pizzala, (22. März 1808 in Linz – 12. März 1882) war ein italienisch-österreichischer Theaterschauspieler und Komiker.

## Leben
Dolt, der Sohn eines k.k. österreichischen Hauptmann-Rechnungsführer, dessen Familie aus Italien stammte, wendete sich erst den medizinischen Studien zu, gab diese jedoch nach dem vierten Semester auf und wurde Schauspieler.
Er begann auf kleineren Bühnen, wo er für alles verwendet wurde und kam 1832 ans Prager Landestheater, wo er als „Baron Gluthen“ in Das letzte Mittel debütierte. Obzwar er gefiel, so wünschte man doch, dass er sich erst an einer kleineren Bühne die unbedingt nötige Theaterpraxis erwerbe, und so ging denn Dolt erst nach Linz, wo er zehn Jahre gewirkt hatte und kehrte 1842 ans Deutsche Theater nach Prag zurück.
Während dieser Zeit war aus dem Liebhaber ein außerordentlich guter Komiker geworden, der es gar bald zu großem Ansehen brachte und dessen Name weit über Österreichs Grenzen hinaus bekannt wurde. Von dem Tage an (11. Oktober 1842), wo er zum ersten Mal vor den Pragern als „Lorenz“ in Die verhängnisvolle Faschingsnacht erschien, bis zu dem Moment, wo er für immer von der Bühne abtrat, gehörte er nicht nur zu den beliebtesten Mitgliedern der Prager Bühne, sondern galt mit Recht, namentlich im Volksstück und der Posse als eine der allerbedeutendsten Stützen dieses Kunstinstitutes.
Selbst die Gastspiele Johann Nestroys konnten an seine großen Beliebtheit nicht rütteln. Im Gegenteil, gleich nach dem Abschied dieses berühmten Künstlers trat Dolt in denselben Rollen auf und erntete jubelnden Beifall. Namentlich seine mit kräftiger Stimme vorgetragenen Couplets und Potpourris, wie nicht minder seine stets liebenswürdige Komik, hatten großen Erfolg.
1843 war er eine Zeitlang unzufrieden und sofort rief ihn der Direktor Carl Carl nach Wien, um ihn dort eine allererste Stellung anzubieten. Doch die kleinen Zwistigkeiten in Prag wurden beigelegt und Dolt blieb wieder zur Freude seiner zahllosen Verehrer.
Von seinen hervorragendsten Rollen seien erwähnt der „Zwirn“, „Nazi“ in Till Eulenspiegel, „Blasius Rohr“ in Glück, Mißbrauch und Rückkehr, „Titus Feuerfuchs“ in Talisman etc. Seine langjährige Bühnenwirksamkeit beendete er 1872, in welchem Jahre er im Oktober in einer seiner Glanzrollen als „Wurzel“ in Bauer als Millionär von der Prager Bühne schied. Die eigentliche Abschiedsvorstellung sollte erst später stattfinden. Allein der Künstler erkrankte und so wurde dieser Abend für den sich ganz Prag feierlichst gerüstet hatte, vereitelt.
Dolt kränkelte unausgesetzt, bis ihn am 12. März 1882 der Tod ereilte.